# Esterhuysenia alpina
Esterhuysenia alpina är en isörtsväxtart som beskrevs av L. Bol. Esterhuysenia alpina ingår i släktet Esterhuysenia och familjen isörtsväxter. Inga underarter finns listade i Catalogue of Life.